# Petre Magdin
Petre Magdin (n. 29 august 1943, Pesac, județul interbelic Timiș-Torontal) este un aranjor muzical, cântăreț, compozitor, muzician, orchestrator, producător de muzică și realizator tv, de emisiuni muzicale si de divertisment. Actualmente, deși nu este retras din activitatea artistică, muzicianul trăiește retras la țară, alaturi de sotia lui, jurnalista Ana Moroșanu Magdin, Președinte Fondator, RomâniaVipPress și AmbasadorVipPress, ziare online în care promovează românii valoroși de pretutindeni, autoare cărți, seria "Români de succes la ei acasă și în lume"!
Numele său se leagă de muzica ușoară românească, dar mai ales de existența rock'nroll-ului în România, de orchestrele Modern Group și orchestra omonimă numelui său, Orchestra Petre Magdin, precum și de susținerea aranjamentelor muzicale și orchestrale ale unor soliste și soliști de prestigiu români, printre care se pot enumera Dida Drăgan, Mihai Constantinescu, Mihaela Oancea, Mihaela Runceanu, Mirela Voiculescu și alții.
Ca realizator de emisiuni de televiziune, special dedicate rock'roll-ului, dintre care cea mai cunoscută fusese Întâlnirea de la miezul nopții, Petre Magdin s-a remarcat prin curajul de a promova trupe de valoare românești (înainte de decembrie 1989), așa cum sunt Iris, Sfinx și altele.

## Biografie
Petre Magdin s-a născut la 29 august 1943 în localitatea Pesac, județul interbelic Timiș, unde a copilărit. A studiat la Colegiul de Artă Ion Vidu din Timișoara, urmând apoi Conservatorul Ciprian Porumbescu din București.

## Discografie
- Compilație - De La O Melodie La Alta 2(EDE 969, 1974) - piesa Anilor(interpretată de Dida Drăgan)
- Dida Drăgan & Sfinx - Glas De Păduri/Trepte De Lumină(45-STM-EDC 10.444)
- Compilație - De La O Melodie La Alta 5(EDE 1297, 1977) - piesa Meleaguri Vii(interpretată de Dida Drăgan)
- Mirela Voiculescu - Mirela Voiculescu(ST-EDE 2777, 1985) - piesa Anii Mei
- Dida Drăgan - Dida Drăgan(ST-EDE 2915, 1986) - toate piesele de pe album: La Ceas De Zori, Floare De Colț, Necuprins Și Cuprins, Ninge Pe Masa Tăcerii, Drumul, Stea De Argint, Zvon De Lumină, Amintiri De Ieri, La Poarta Unui Vis, Baladă Cu Voievozi, Pasărea, Statuile
- Mihaela Oancea - În Pași De Dans(ST-EDE 3291, 1988) - piesa Poarta De Argint
- Dida Drăgan - Mi-e Dor De Ochii Tăi(EDC 505, 2003) - piesa De Ce Taci?